# Anyphops lesserti
Anyphops lesserti là một loài nhện trong họ Selenopidae.
Loài này thuộc chi Anyphops. Anyphops lesserti được George Newbold Lawrence miêu tả năm 1940.